# Madeline Montalban
Madeline Montalban (nacida como Madeline Sylvia Royals; 8 de enero de 1910-11 de enero de 1982) fue una astróloga inglesa y maga de ceremoniales. Fue cofundadora de una organización esotérica occidental conocida como La Orden de la Estella de la Mañana "the Order of the Morning Star" (OMS), aunque propagó su propia forma de Luceferianismo. 
Nació en Blackpool, Lancashire. Se mudó a Londres a principios de los años 1930s, involucrándose en la subcultura esotérica de la ciudad, e influenciada por el Hermetismo, aprendió ceremoniales de magia. Estuvo relacionada con personas del ocultismo de Telema tales como Aleister Crowley y Kenneth Grant y del Wicca tales como Gerald Gardner y Alex Sanders. Desde 1933 a 1953, publicó artículos sobre la astrología y otros temas esotéricos en la revista London Life, y desde ese momento hasta su muerte, publicó en la revista Prediction. Estas publicaciones estuvieron acompañadas por varios librillos de astronomía lanzados con una variedad de pseudónmicos, incluyendo Dolores North, Madeline Álvarez y Nina del Luna.

## Biografía
Madeline Sylvia Royals nació el 8 de enero de 1910 en Blackpool, Lancashire. 
Se sabe muy poco sobre su vida privada, que coincidía con la participación de Gran Bretaña en la Primera Guerra Mundial, aunque parece no haber tenido una buena relación con sus padres. Su padre, Willie Royals, era un agente de seguros, mientras que su madre, Marion Neruda Shaw, era hija de un sastre de Oldham. Willie y Marion se habían casado el 28 de junio de 1909, siete meses después del nacimiento de Madeline. 
A temprana edad, Madeline tuvo polio, lo que resultó en una lesión de por vida en su pierna. Debido a su enfermedad, Madelina leyó muchos libros de literatura para entretenerse, disfruntando de las obras de  Bulwer-Lytton, H. Rider Haggard y de E. T. A. Hoffman. 
Ella también leyó la Biblia en su juventud, en particular los textos del Antiguo Testamento, y estaba convencida de que contenía mensajes secretos, un tema que fue central en sus creencias luciferianas.
A principios de 1930, partió de Blackpool y se mudó al sur de Londres. Los motivos no han sido explicados en forma satisfactoria. De acuerdo a un relato, su padre la envió a estudiar con el ocultista y místico afamado Aleister Crowley, que había fundado la religión de Thelema en 1904; Julia Philips, biógrafa de Montalban notó que allí conoció a Crowley. Otro relato de Montalban sostiene que ella se mudó a la capital para trabajar en el diario Daily Express; aunque uno de los reporteros del momento del periódico, Justine Glass, sostuvo que nunca recuerda haber visto a Montalban trabajando allí. 
Montalban a menudo cambiaba sus relatos, e informó más tarde el discípulo Michael Howard que después de su llegada a Londres, el Daily Express la envió para realizarle una entrevista a Crowley. De acuerdo a esta historia, cuando ella lo visitó por primera vez en su vivienda en la calle Jerymn, él estaba sufriendo de un ataque de asma, y con su experiencia sobre el asunto por un familiar cercano, ella pudo ayudarlo, obteniendo su gratitud. Ellos se encontraron en el Café Royal en la Calle Regent, donde después de almorzar, él le reveló que no podía pagar la cuenta, partiendo del costoso café sin pagar.
Aunque sus relatos sobre su encuentro inicial no es consistente, Montalban conoció a Crowley, incursionando en la escena ocultista de la ciudad.
Teniendo un interés profundo en el esoterismo occidental, ella leyó sobre el tema, y fue autodidacta de la práctica de la magia y los fenómenos paranormales en lugar de buscar un maestro. 
Ella estaba interesada particularmente en la astrología, y en 1933, su primer artículo sobre el tema en la revista Londo Life fue titulado "Las Estrelas en los Paraísos". Su trabajo continuó siendo publicado en esa revista hasta 1953, tiempo durante el cual ella tuvo varios pseudónimos: Madeline Álvarez, Dolores del Castro, Michael Royals, Regina Norcliff, Athene Deluce, Nina de Luna, y el más conocido, Madeline Montalban, que ella creó basado en el nombre de la estrella de cine que a ella le gustaba, el actor mexicano Ricardo Montalbán.